# Penthimia quadrinotata
Penthimia quadrinotata är en insektsart som beskrevs av William Lucas Distant 1918. Penthimia quadrinotata ingår i släktet Penthimia och familjen dvärgstritar. Inga underarter finns listade i Catalogue of Life.